# فاطمه النبهانی
فاطمه النبهانی (عربی: فاطمة النبهانی؛ زادهٔ ۲۰ مهٔ ۱۹۹۱) تنیس‌باز زن اهل عمان است که در مجموع در مسابقات بین‌المللی برنده ۱ مدال طلا و ۲ مدال برنز شد.

## فینال‌ها ITF (۲۳–۳۶)

### انفرادی‌ها (۱۰–۸)
| Legend                      |
| --------------------------- |
| $۱۰۰٬۰۰۰ tournaments        |
| $۷۵٬۰۰۰/$۸۰٬۰۰۰ tournaments |
| $۵۰٬۰۰۰/$۶۰٬۰۰۰ tournaments |
| $۲۵٬۰۰۰ tournaments         |
| $۱۵٬۰۰۰ tournaments         |
| $۱۰٬۰۰۰ tournaments         |

| فینال‌ها بر پایه سطح |
| ------------------- |
| زمین سخت (۸–۳)      |
| Clay (۲–۵)          |
| Grass (۰–۰)         |
| Carpet (۰–۰)        |

| نتیجه       | شماره | تاریخ           | تورنمنت                  | سطح      | حریف                     | امتیاز                  |
| ----------- | ----- | --------------- | ------------------------ | -------- | ------------------------ | ----------------------- |
| قهرمان      | ۱.    | ۲۷ مارس ۲۰۱۰    | فجیره، امارات متحده عربی | زمین سخت | کاترینا آودیینکو         | ۷–۶(۷–۱), ۶–۱           |
| نایب قهرمان | ۱.    | ۲۵ ژوئیه ۲۰۱۰   | واترلو، کانادا           | رسی      | جولیا کوهن               | ۶–۱، ۵–۷، ۵–۷           |
| قهرمان      | ۲.    | ۱۴ آوریل ۲۰۱۲   | فجیره                    | زمین سخت | آنکیتا راینا             | ۶–۲، ۶–۳                |
| نایب قهرمان | ۲.    | ۲۳ سپتامبر ۲۰۱۲ | شرم‌الشیخ، مصر            | زمین سخت | بلیندا بنچیچ             | ۳–۶، ۶–۷(۴–۷)           |
| قهرمان      | ۳.    | ۱ سپتامبر ۲۰۱۳  | شرم‌الشیخ                 | زمین سخت | یانا سیزیکوفا            | ۷–۵، ۶–۳                |
| قهرمان      | ۴.    | ۸ سپتامبر ۲۰۱۳  | شرم‌الشیخ                 | زمین سخت | آنا مورگینا              | ۶–۴، ۶–۱                |
| نایب قهرمان | ۳.    | ۳۱ مارس ۲۰۱۴    | منامه، بحرین             | زمین سخت | en:Quirine Lemoine       | ۶–۴، ۱–۶، ۲–۶           |
| نایب قهرمان | ۴.    | ۹ اوت ۲۰۱۴      | بنگلور، هند              | زمین سخت | هسو چینگ-ون              | ۴–۶، ۴–۶                |
| قهرمان      | ۵.    | ۴ آوریل ۲۰۱۵    | منامه                    | زمین سخت | ویویان هایزن             | 6–4, 7–6(7–2)           |
| قهرمان      | ۶.    | ۳ مه ۲۰۱۵       | هراکلیون، یونان          | زمین سخت | تاییشیا موردرگر          | ۷–۵، ۶–۳                |
| قهرمان      | ۷.    | ۳ مه ۲۰۱۵       | Port El Kantaoui، تونس   | زمین سخت | یکاترینا کازیونوفا       | ۶–۱، ۶–۴                |
| قهرمان      | ۸.    | ۱۹ سپتامبر ۲۰۱۵ | حیدرآباد، هند            | رسی      | پرینا بامبری             | ۶–۴، ۶–۰                |
| قهرمان      | ۹.    | ۲۶ سپتامبر ۲۰۱۵ | حیدرآباد                 | رسی      | en:Rishika Sunkara       | ۶–۳، ۶–۱                |
| نایب قهرمان | ۵.    | ۱۳ اوت ۲۰۱۶     | لاس پالماس، اسپانیا      | رسی      | سامانتا هریس             | ۷–۶(۷–۴), ۴–۶، ۶–۷(۷–۹) |
| نایب قهرمان | ۶.    | ۵ نوامبر ۲۰۱۶   | کازابلانکا، مراکش        | رسی      | en:Georgina García Pérez | ۴–۶، ۶–۳، ۲–۶           |
| نایب قهرمان | ۷.    | ۱۹ نوامبر ۲۰۱۶  | رباط، مراکش              | رسی      | Georgina García Pérez    | ۳–۶، ۶–۲، ۱–۶           |
| نایب قهرمان | ۸.    | ۲۹ ژانویه ۲۰۱۷  | قاهره، مصر               | رسی      | en:Hélène Scholsen       | ۲–۶، ۵–۷                |
| قهرمان      | ۱۰.   | ۱۵ اکتبر ۲۰۱۷   | الحمامات، تونس           | رسی      | en:Isabella Shinikova    | ۶–۳، ۶–۱                |

### دو نفره‌ها (۱۳–۲۸)
| Legend                      |
| --------------------------- |
| $۱۰۰٬۰۰۰ tournaments        |
| $۷۵٬۰۰۰/$۸۰٬۰۰۰ tournaments |
| $۵۰٬۰۰۰/$۶۰٬۰۰۰ tournaments |
| $۲۵٬۰۰۰ tournaments         |
| $۱۵٬۰۰۰ tournaments         |
| $۱۰٬۰۰۰ tournaments         |

| فینال‌ها بر پایه سطح |
| ------------------- |
| زمین سخت (۹–۱۶)     |
| Clay (4–12)         |
| Grass (0–0)         |
| Carpet (0–0)        |

| نتیجه       | شماره | تاریخ           | تورنمنت                             | سطح          | شریگ                          | حریف‌ها                                           | امتیاز                |
| ----------- | ----- | --------------- | ----------------------------------- | ------------ | ----------------------------- | ------------------------------------------------ | --------------------- |
| قهرمان      | ۱.    | ۲۳ مارس ۲۰۰۸    | العین السخنة، مصر                   | رسی          | en:Fatima El Allami           | en:Yelyzaveta Rybakova en:Nadège Vergos          | ۶–۴، ۶–۴              |
| قهرمان      | ۲.    | ۲۱ نوامبر ۲۰۰۸  | دبی، امارات متحده عربی              | زمین سخت     | en:Magali de Lattre           | en:Alexandra Artamonova en:Vladislava Kuzmenkova | ۶–۲، ۲–۶، [۱۰–۳]      |
| نایب قهرمان | ۱.    | ۲۲ نوامبر ۲۰۰۹  | قاهره، مصر                          | رسی          | en:Galina Fokina              | میهائلا بوژارنسکو لورا تورپ                      | ۴–۶، ۰–۶              |
| نایب قهرمان | ۲.    | ۲۱ مارس ۲۰۱۰    | آنتالیا، ترکیه                      | رسی          | en:Andrea Koch Benvenuto      | کیکی برتنز en:Daniëlle Harmsen                   | ۲–۶، ۴–۶              |
| قهرمان      | ۳.    | ۲۶ مارس ۲۰۱۰    | فجیره، امارات متحده عربی            | زمین سخت     | Magali de Lattre              | en:Martina Caciotti en:Nicole Clerico            | 2–6, 7–6(7–5), [۱۰–۸] |
| نایب قهرمان | ۳.    | ۱۲ ژوئن ۲۰۱۰    | یاش، رومانی                         | رسی          | بیلیانا پاولووا دیمیترووا     | مادالینا گوژنا Ionela-Andreea Iova               | ۳–۶، ۳–۶              |
| قهرمان      | ۴.    | ۶ اوت ۲۰۱۰      | غازی عینتاب، ترکیه                  | زمین سخت     | Magali de Lattre              | جاد هاپر en:Daniela Scivetti                     | ۶–۳، ۶–۲              |
| نایب قهرمان | ۴.    | ۱۴ اوت ۲۰۱۰     | استانبول                            | زمین سخت     | Magali de Lattre              | en:Başak Eraydın en:Isabella Shinikova           | ۶–۳، ۳–۶، [۴–۱۰]      |
| نایب قهرمان | ۵.    | ۱۳ مه ۲۰۱۱      | دهلی نو، هند                        | زمین سخت     | روشمی چاکراوارتی              | en:Aishwarya Agrawal آنکیتا راینا                | ۴–۶، ۳–۶              |
| نایب قهرمان | ۶.    | ۱۴ آوریل ۲۰۱۲   | فجیره                               | زمین سخت     | en:Kyra Shroff                | en:Yana Sizikova en:Anna Zaja                    | ۴–۶، ۱–۶              |
| نایب قهرمان | ۷.    | ۱۳ مه ۲۰۱۲      | استانبول                            | زمین سخت     | Anna Zaja                     | Başak Eraydın en:Melis Sezer                     | ۲–۶، ۶–۳، [۷–۱۰]      |
| نایب قهرمان | ۸.    | ۱۰ ژوئن ۲۰۱۲    | ال پاسو، تگزاس، ایالات متحده آمریکا | زمین سخت     | ماریا فرناندا الوارز تران     | ساناز مرند en:Ashley Weinhold                    | ۴–۶، ۳–۶              |
| نایب قهرمان | ۹.    | ۱ ژوئیه ۲۰۱۲    | بافلو، نیویورک، ایالات متحده آمریکا | رسی          | en:Jacqueline Cako            | en:Nika Kukharchuk en:Jamie Loeb                 | ۶–۱، ۳–۶، [۸–۱۰]      |
| نایب قهرمان | ۱۰.   | ۳۰ سپتامبر ۲۰۱۲ | شرم‌الشیخ، مصر                       | زمین سخت     | en:Lidziya Marozava           | en:Olga Brózda en:Lu Jiaxiang                    | ۵–۷، ۲–۶              |
| نایب قهرمان | ۱۱.   | ۴ مه ۲۰۱۳       | شهر فوکت، تایلند                    | زمین سخت     | en:Lee Ya-hsuan               | en:Nicha Lertpitaksinchai en:Peangtarn Plipuech  | ۲–۶، ۴–۶              |
| نایب قهرمان | ۱۲.   | ۲ ژوئن ۲۰۱۳     | ال پاسو                             | زمین سخت     | en:Keri Wong                  | آدریانا پرز en:Marcela Zacarías                  | ۳–۶، ۳–۶              |
| نایب قهرمان | ۱۳.   | ۷ ژوئیه ۲۰۱۳    | میدل‌بورخ، هلند                      | رسی          | en:Sviatlana Pirazhenka       | en:Veronika Kapshay کسنیا پالکینا                | ۳–۶، ۳–۶              |
| نایب قهرمان | ۱۴.   | ۸ سپتامبر ۲۰۱۳  | شرم‌الشیخ                            | زمین سخت     | en:Alina Mikheeva             | en:Anna Morgina Yana Sizikova                    | ۵–۷، ۶–۱، [۸–۱۰]      |
| نایب قهرمان | ۱۵.   | ۱۷ اکتبر ۲۰۱۳   | لاگوس، نیجریه                       | زمین سخت     | en:Cristina Dinu              | نیومی برودی امیلی وبلی-اسمیت                     | ۶–۳، ۴–۶، [۷–۱۰]      |
| قهرمان      | ۵.    | ۲۶ اکتبر ۲۰۱۳   | لاگوس                               | زمین سخت     | جویا باربیری                  | کونی پرن شانل سیموندز                            | ۱–۶، ۶–۴، [۱۰–۸]      |
| نایب قهرمان | ۱۶.   | ۲۵ مه ۲۰۱۴      | تیانجین، چین                        | زمین سخت     | آنکیتا راینا                  | Liu Chang en:Tian Ran                            | ۱–۶، ۵–۷              |
| نایب قهرمان | ۱۷.   | ۲۹ مارس ۲۰۱۵    | en:Port El Kantaoui، تونس           | زمین سخت     | Isabella Shinikova            | en:Carolin Daniels en:Justyna Jegiołka           | ۵–۷، ۷–۵، [۵–۱۰]      |
| قهرمان      | ۶.    | ۴ آوریل ۲۰۱۵    | منامه، بحرین                        | زمین سخت     | en:Camila Fuentes             | en:Stamatia Fafaliou en:Jasmin Jebawy            | 6–2, 7–6(7–3)         |
| نایب قهرمان | ۱۸.   | ۲۵ آوریل ۲۰۱۵   | هراکلیون، یونان                     | زمین سخت     | en:Sharrmadaa Baluu           | en:Anna Bondár لیسا-ماریا موزر                   | ۳–۶، ۵–۷              |
| قهرمان      | ۷.    | ۲ مه ۲۰۱۵       | هراکلیون                            | زمین سخت     | en:Cristina Sánchez Quintanar | en:Yoshimi Kawasaki Daiana Negreanu              | ۶–۴، ۶–۱              |
| قهرمان      | ۸.    | ۵ ژوئن ۲۰۱۵     | بانکوک، تایلند                      | زمین سخت     | en:Nungnadda Wannasuk         | en:Kamonwan Buayam en:Kim Dabin                  | ۶–۳، ۷–۵              |
| نایب قهرمان | ۱۹.   | ۱۵ اوت ۲۰۱۵     | شرم‌الشیخ                            | زمین سخت     | en:Anette Munozova            | en:Jenny Claffey en:Sara Tomic                   | ۴–۶، ۰–۶              |
| قهرمان      | ۹.    | ۲۴ اوت ۲۰۱۵     | en:Port El Kantaoui                 | زمین سخت     | en:Michaela Hončová           | en:Margarita Lazareva en:Sofía Luini             | ۶–۲، ۷–۵              |
| قهرمان      | ۱۰.   | ۲۰ سپتامبر ۲۰۱۵ | حیدرآباد، هند                       | رسی          | en:Prerna Bhambri             | en:Sharrmadaa Baluu en:Prarthana Thombare        | ۷–۵، ۶–۲              |
| قهرمان      | ۱۱.   | ۲۸ نوامبر ۲۰۱۵  | رباط، مراکش                         | رسی          | en:Olga Parres Azcoitia       | en:Léa Tholey en:Miriana Tona                    | 7–6(7–5), ۷–۵         |
| نایب قهرمان | ۲۰.   | ۷ فوریه ۲۰۱۶    | گلاسگو, بریتانیا                    | زمین سخت (i) | Anna Zaja                     | en:Nina Stadler en:Kimberley Zimmermann          | 2–6, 6–7(7–9)         |
| نایب قهرمان | ۲۱.   | ۲۱ ژوئیه ۲۰۱۶   | Saint-Gervais، فرانسه               | رسی          | en:Estelle Cascino            | ابی مایرز en:Ellen Perez                         | 6–7(5–7), ۲–۶         |
| نایب قهرمان | ۲۲.   | ۱۱ نوامبر ۲۰۱۶  | کازابلانکا، مراکش                   | رسی          | Olga Parres Azcoitia          | en:Daiana Negreanu en:Oana Georgeta Simion       | ۲–۶، ۱–۶              |
| نایب قهرمان | ۲۳.   | ۱۸ نوامبر ۲۰۱۶  | رباط، مراکش                         | رسی          | Olga Parres Azcoitia          | en:Cristina Adamescu en:Daiana Negreanu          | ۳–۶، ۶–۱، [۵–۱۰]      |
| نایب قهرمان | ۲۴.   | ۲۱ ژانویه ۲۰۱۷  | قاهره، مصر                          | رسی          | ساندرا سمیر                   | en:Ayaka Okuno شانتال شکاملووا                   | ۶–۴، ۴–۶، [۶–۱۰]      |
| نایب قهرمان | ۲۵.   | ۲۸ ژانویه ۲۰۱۷  | قاهره                               | رسی          | ساندرا سمیر                   | en:Ayaka Okuno Chantal Škamlová                  | ۳–۶، ۱–۶              |
| نایب قهرمان | ۲۶.   | ۲۴ مارس ۲۰۱۷    | لو آور، فرانسه                      | رسی (i)      | Daiana Negreanu               | en:Elyne Boeykens Kimberley Zimmermann           | ۶–۷(۵–۷), ۳–۶         |
| نایب قهرمان | ۲۷.   | ۵ مه ۲۰۱۷       | هوا هین، تایلند                     | زمین سخت     | en:Chihiro Muramatsu          | en:Chen Jiahui Zhang Ying                        | ۴–۶، ۱–۶              |
| نایب قهرمان | ۲۸.   | ۱۱ اوت ۲۰۱۷     | لاس پالماس، اسپانیا                 | رسی          | en:Arabela Fernández Rabener  | en:Carlota Molina Megías آناستازیا یاکیمووا      | ۴–۶، ۳–۶              |
| قهرمان      | ۱۲.   | ۱۸ اوت ۲۰۱۷     | لاس پالماس                          | رسی          | Arabela Fernández Rabener     | en:Victoria Bosio en:Kana Daniel                 | ۲–۶، ۷–۵، [۱۰–۵]      |
| قهرمان      | ۱۳.   | ۲۳ مارس ۲۰۱۸    | منامه                               | زمین سخت     | en:Marian Capadocia           | en:Valeria Bhunu امیلی وبلی-اسمیت                | ۷–۵، ۶–۲              |